# Cei 4400
Cei 4400 (engleză The 4400) este un film serial de televiziune american științifico-fantastic produs de CBS Paramount Network Television, în asociere cu Sky TV, Renegade 83 și American Zoetrope pentru rețeaua USA. Filmul serial este regizat de Rene Echevarria și Scott Peters, în rolurile principale au fost distribuiți Joel Gretsch, Peter Coyote și Jacqueline McKenzie.
Serialul prezintă istoria a 4400 de oameni care au dispărut timp de 60 de ani, din diferite locații ale lumii. La un moment dat au reapărut într-un balon de lumină pe plaja Highland.
Primul episod a avut premiera pe 11 iulie 2004. 
Al 45-lea episod (episodul 13 din sezonul 4) și ultimul până în acest moment a avut premiera pe 16 septembrie 2007.
Scenaristul Scott Peters a declarat pe 18 decembrie 2007 că, din cauza unor probleme cu bugetul și ratei scăzute a audientei, serialul a fost anulat și nu va mai fi realizat niciodată sezonul 5.  